# Анастасія (мультфільм)
«Анастасія» (англ. Anastasia) — американський повнометражний анімаційний фільм у стилі фентезі, створений корпорацією 20th Century Fox. Постановники - Дон Блут і Гері Голдман. Мультфільм створений методом фотоперкладання та із використанням тривимірної графіки. Всесвітня прем'єра відбулася  14 листопада 1997 року.
Блуту та Голдману був запропонований вибір між створенням анімаційної версії до фільму «Анастасія» 1956 року, заснованої на однойменній п'єсі Марсель Море (1955), або до мюзиклу «Моя чарівна леді». Вибір впав на «Анастасію», де фабула ґрунтувалася на переказі про велику княжну Анастасію Миколаївну Романову, яка нібито вижила після розстрілу царської родини і намагається згадати минуле.
Головні ролі в оригіналі озвучували Мег Раян, Джон К'юсак, Генк Азарія, Крістофер Ллойд, Кірстен Данст та Анджела Ленсбері .
Мультфільм був заслужено прийнятий, одержавши в прокаті 140 мільйонів доларів, і по дві номінації премії «Оскар» та «Золотий глобус» за найкращу пісню. Після ухвалення Закону про інформацію він отримав оцінку «12+» (тобто для спостерігачів, які досягли віку дванадцяти років).

## Сюжет
Дія відбувається у 1916-1927 роках під час святкування 300-річчя палацу Романових у Зимовому Палаці. Восьмирічній княгині Анастасії Романовій, доньці останнього російського імператора Миколи II, її бабуся вдова імператриця Марія Федорівна підносить прикрасу з написом французькою «До зустрічі в Парижі» та музичну скриньку, що розкривається за допомогою прикраси.
Раптово на бенкет вривається злісний король темних сил, Григорій Распутін, радник при царському дворі до того, як його вигнали за зраду. За це він поклявся помститися і продав свою душу Дияволу в обмін на магічну колбу-артефакт, в яку вкладені темні сили. Він проклинає царську сім'ю і всю Росію загалом .
Під час заколоту у палац ринули розбурені революціонери, і царській сім'ї довелося втікати. Анастасія та її бабуся вибираються через таємний прохід у стіні за допомоги сина царської кухарки. Вони тікають до вокзалу через річку, але попадаються Распутіну, проте під ним розламується лід, і він тоне. Заскакуючи на поїзд, що якраз відходить, Анастасія підсковзується і вдаряється головою об перон, бабуся кличе її ім'я з поїзда, але їм вже ніхто не може допомогти.
Проходить 10 років, у Росії утверджується радянська влада. Всі ці роки Анастасія росла в дитячому будинку під ім'ям Аня, нічого не пам'ятаючи про себе та трагічну історію свого дитинства. З минулого у неї лишилася лише золота прикраса із написом французькою. У 18 років дівчину відправляють працювати на фабрику. Дорогою вона постає перед вибором: піти на фабрику або вирушити до Санкт-Петербурга, який її так манить. Волею долі цуценя, яке вона підібрала і назвала Пушком, веде дівчину в Петербург. Аня хоче купити квиток до Парижа, але не має візи. Стара на вокзалі радить відшукати людину на ім'я Дмитро, начебто той посприяє. Аня вирушає в закинутий палац — місце перебування Дмитра.
Весь цей час, вже знаходячись в Парижі, Марія Федорівна не полишає надій відшукати онуку і оголошує колосальну винагороду тому, хто відшукає та поверне її. Петербурзькі шахраї Дмитро та Володимир вирішують піти на хитрість: підібрати схожу дівчину, навчити її манерам та видати за велику княжну. Вони переглянули сотні дівчат, але невдало.
Аня прибуває до замку, і її долають дивні відчуття дежавю. Дмитро порівнює дівчину з одним з портретів князівської родини і вражається її схожістю із втраченою княжною. Дмитро та Володимир вважають, що віднайшли те, що так довго шукали, і починають навчати Аню.
В цей же час неподалік опиняється підручний Распутіна, кажан-альбінос на ім'я Барток, і зауважує, що сили артефакту свого володаря прокинулися в присутності Анастасії. Артефакт притягує його в чистилище, де він відшукує заточеного тут Распутіна. Почувши, що Анастасія обійшла прокляття, Распутін впадає в шаленство і прагне поквитатися з новою силою. Він посилає демонічних міньйонів зі свого артефакту, щоб знищити Анастасію.
Четвірка героїв (Аня, Пушок, Дмитро та Володимир) починають дорогу до Парижа. Весь цей час Дмитро навчає її придворних манер, а Володимир — історії родини. Між Анею та Дмитром бувають сутички, але вони гуртуються під час небезпечних обставин. Так, під час мандрівки поїздом демони Распутіна знищують залізничний міст і скидують потяг, змушуючи подорожувальників на ходу скакати в сніг, а на пароплаві Аня бачить жахливий сон про її сім'ю (ще одна пастка Распутіна), і вона мало не випадає за облавок, але Дмитро, пробуджений Пушком, рятує її в останній момент. Тоді Распутін вирішує особисто розібратися з Анастасією і подається разом з Барток на поверхню.
Прибуваючи до Парижа, Володимир влаштовує зустріч зі своєю чарівною приятелькою та кузиною Марією Федорівною, яка допомагає їй у розшуках Анастасії, — Софі. Вона ставить Ані декілька запитань про минуле княжни, на які остання дає вірні відповіді. Крім того, вона пригадує, що її та бабусю врятував хлопчик, і Дмитро розуміє, що Аня – реальна Анастасія, адже тим хлопчиком був саме він.
Софі відправляється з Анастасією магазинами, показуючи Париж. Увечері вони всі йдуть до опери Гарньє для зустрічі з колишньою імператрицею. Дмитро зустрічається з Марією Федорівною та повідомляє їй, що відшукав Анастасію. Жінка, яка стомилася від 10 років невдалих пошуків, не вірить йому, впізнає у ньому знаменитого шахрая та виганяє. Анастасія підслуховує їхню розмову, злиться і йде геть. Все ж таки Дмитро викрадає автомобіль Марії Федорівни і везе її до Анастасії, а щоб бути ще обґрунтованішим в реальному походженні Анастасії, він показує музичну скриньку, що вилетіла у дівчинки 10 років тому.
Марія Федорівна провідує Анастасію, яка збирає валізи. Імператриця холодно ставиться до дівчини і хоче піти, але вже на виході Анастасія відчуває аромат крему для рук, який використовує імператриця. Вона пригадує, як у дитинстві розлила пляшечку і аромат на килимі нагадував їй про бабусю. Марія Федорівна дістає музичну скриньку і Анастасія, устромляючи прикрасу, відкриває її. Жінки щасливо обіймаються.
Наступного дня Марія Федорівна віддає Дмитру нагороду у розмірі 10 мільйонів рублів і впізнає у ньому хлопчика-слугу, який врятував їх від облоги у замку. Однак Дмитро, на її здивування, відрікається від грошей і каже, що вирушає до Росії: хоча Анастасія стала йому близька, він щасливий, що вона повернулася до бабусі, і не бажає їх розлучати. Марія Федорівна розуміє, що Дмитро кохає Анастасію.
Анастасія говорить з бабусею, згадуючи минуле і готуючись до балу з нагоди повернення онуки. Увечері Марія розповідає онуці про рішення Дмитра. Анастасія в розкішній сукні збирається вийти до гостей, але раптово Пушок втікає на вулицю, Анастасія біжить за ним до мосту Олександра III (названий на честь її дідуся), де на неї очікує Распутін. Між ними зав'язується смертоносна боротьба. На допомогу Анастасії несподівано приходить Дмитро, але через атаку зачаклованої Распутіним скульптури Чорного Пегаса він отримує удар по голові і втрачає свідомість.
Під час битви Анастасія захоплює артефакт Распутіна і в пориві гніву роздавлює його ногою, відплачуючи злочинцю за Дмитра, свою родину і себе саму. Оскільки душа Распутіна була пов'язана з артефактом, він помирає: демони повстають проти свого пана і убивають його, а тіло Распутіна обертається до купи попелу, що розвіює вітер. Із його смертю прокляття роду Романових припиняється назавжди.
Після перемоги над темним володарем Дмитро прийшов до свідомості, він і Анастасія миряться і признаються один одному в відчутях. Вони тікають на кораблі того ж вечора. Анастасія посилає бабусі та Софі прощальний лист із обітницею колись повернутися. Софі вважає це чарівним фіналом, Марія Федорівна ж заперечує, вважаючи це чарівним початком. Бартока, який споглядав за відплиттям Анастасії та Дмитра, знайшла кажан-самиця і він у неї закохався.

## Озвучення
- Мег Раян — Анастасія "Аня" Романова
  - Кірстен Данст — юна Анастасія
- Джон К'юсак — Дмитро
- Келсі Греммер — Володимир «Влад» Васильович
- Крістофер Ллойд — Григорій Распутін
  - Джим Каммінгс — юний Распутін
- Генк Азарія — Барток
- Анджела Ленсбері — Марія Федорівна
- Рік Джонс — Микола II
- Чаріті Джеймс — Анна Андерсон
- Біллі Портер — додаткові голоси
- Джонатан Сіммонс — додаткові голоси
- Вікторія Кларк — додаткові голоси

## Виробництво
У травні 1994 року видання «Лос-Анджелес Таймс» заявила, що Дон Блут і Гері Голдман підписали тривалий договір про виробляння анімаційних фільмів для «20th Century Fox». Студія витратила більше 100 мільйонів доларів на створення анімаційної студії у Фініксі. У штаті було новітнє цифрове устаткування для анімації та 300 митців та техніків.
У творців стояв вибір між адаптацією «Король і я», «Аастасії» або «Моєї чарівної леді». Ідея обрати «Анастасію» з'явилася у генерального директора Fox Filmed Entertainment Білла Меканіка. Згодом вони адаптують частинки п'єси «Пігмаліон» (п'єса, на основі якої знята Моя чарівна леді), коли нещасна Аня трансформується на королівську особу.
На початку виробництва Блут і Голдман аналізують істинні події, долучаючи минулих агентів ЦРУ, розміщених у Москві та Санкт-Петербурзі . Сценарист Ерік Тучман написав сценарій, але він був «дуже дорослий, занадто оснований на дійсності, про політику, без будь-якої магії чи комедії». Блут і Гольдман вирішили, що історія Анастасії та роду Романових була надто похмура для їхнього фільму.
В 1995 Грем і Сьюзен Готьє видозмінили сценарій Тучмана в життєстверджуючу емоційно-піднесену комедію. Акторка Керрі Фішер також внесла свої виправляння до фільму, особливо сцени, в якій Аня полишає притулок.
Блут також не прийняв малюнок Володимира Леніна та більшовиків як начальника поліції з вендеттою проти Анастасії. Замість того вони розсудили, що Григорій Распутін буде прекрасним ворогом, тому що «всі вони старалися знищити Распутіна, і яким жахливим він був насправді» . Насправді на момент смерті Романових Распутін теж був мертвий.
Додатково до цього Блут створив ідею Бартока, кажана-альбіноса, асистента Распутіна. «Я просто думав, що у злодія має бути комічний помічник, просто щоб усі знали, що сміятися було нормально. Кажан здавався природним другом для Распутіна. Пізніше він зробив білого кажана - просто щоб виділити його»  .

### Кастинг
Блут заявив, що Мег Раян була його першим та єдиним вибором для головної героїні. Проте, Раян не рішалася взяти участь через ці безрадісні історичні події  . Щоб довести їй, команда аніматорів використала аудіокліп Енні Рід із фільму «Несплячі в Сієтлі» і створила на його основі анімаційний ролик, який був показаний для неї після заклику до студії. І Раян взяла роль  .
К'юсак відверто признався після того, як його обрали, що він не може співати , його пісенні партії виконував Джонатан Докутчиц  .
Пітер О'Тул був запрошений на роль Распутіна, але пізніше запросили Крістофера Ллойда через його участь у трилогії " Назад у майбутнє". Барток був спочатку написаний для Вуді Аллена, але студія не захотіла наймати його після історії про його стосунки з прийомною дочкою його минулої партнерки Мії Ферроу Сун Йі Превін  . Також розглядався Мартін Шорт, але затвердили Генка Азарія після десяти хвилин прослуховування  .

### Музика
Дивіться також Анастасія (саундтрек)
Музика була зібрана Девідом Ньюманом, чий батько Альфред Ньюман створив партитуру для рівнозначного фільму 1956 року  . Пісні, з яких « Подорож у минуле », номінована на премію Оскар за найкращу автентичну пісню, створена Лінн Аренс та Стівеном Флаерті  .
Перша пісня, яку вони написали для проєкту, була « Одного разу в грудні »; вона була написана під час жахливої спеки « так [вони] пітніли і писали про зимові образи »  .

### Реліз
20th Century Fox планували випустити фільм 21 листопада 1997 року, через тиждень після перевидання в 1997 році діснеївської « Русалоньки ». Дісней засвідчував, що давно планувався Різдвяний вихід домашнього відео у березні 1998 року. Додатково до цього, Disney випустить кілька змагаючих родинних фільмів, включаючи Флаббер, Джордж із джунглів та Геркулес  . Дісней відмовився від реклами «Анастасії» у програмі ABC The Wonderful World of Disney та заборонив своїм корпоративним спонсорам показувати відеокліпи під час їх телевізійних рекламних роликів  .
Коментуючи жорстку конкуренцію між двома фільмами, офіційний представник Disney Джон Драєр відмахнувся від звинувачень у суперництві зі студією, заявивши, що « ми завжди перевидаємо наші фільми у святкові дні ». Проте керівники Fox відмовилися вірити заяві Драєра, Білл Механік відповів: « Це навмисна спроба... Вони не можуть намагатися максимізувати свій власний бізнес; їхня реклама безглузда... Це зусилля, щоб не дати нашому фільму реалізувати свій потенціал »  .
«Анастасія» супроводжувалася маркетинговою компанією на суму понад 50 мільйонів доларів з рекламними спонсорами з Burger King, Dole Food Company, Hershey, Chesebrough-Ponds, парад Дня подяки Мейсі, Shell Oil та чемпіонату США з фігурного катання 1997 року.
Для мерчендайзингу вибрано ляльки Galoob  в образі Анастасії  . Багато збірок оповідань, адаптованих з фільму, було випущено Little Golden Books. У серпні 1997 року в тематичних парках SeaWorld у Сан-Дієго та Орландо було обладнано надувний ігровий майданчик для дітей довжиною 40 футів і висотою 20 футів під назвою « Королівство Анастасії» .

## Критика
Деякі російські православні християни вважали «Анастасію» образливим зображенням великої князівни, яка була канонізована як новий мученик у 1981 році Російською православною церквою за межами Росії  . Багато істориків критикували фільм як «дезінфіковану, покриту цукром переробку історії про молодшу дочку царя»  . У той час як творці фільму визнали той факт, що «Анастасія використовує історію тільки як відправну точку», інші скаржилися, що фільм вводить свою аудиторію в оману про реальні факти історії Росії  .
Аналогічним чином, історик-аматор Боб Атчісон сказав, що «Анастасія» схожа на те, що знімають про те, як Ганна Франк « переїжджає в Орландо і відкриває крокодилячу ферму з хлопцем на ім'я Морт »  .
Деякі із сучасних родичів Анастасії також відчули, що фільм був неприємним, але більшість Романових прийняли «експлуатацію романтичної історії Анастасії… з незворушністю»  .

## Збори
Обмежений випуск «Анастасії» в Ziegfeld театрі в Нью-Йорку на вихідні 14 листопада 1997 року, зібрав $ 120 541  . Наступного тижня масовий випуск Анастасії у Сполучених Штатах склав 14,1 мільйона доларів (в середньому близько 5 692 доларів із 2 478 кінотеатрів), що поставило її на друге місце за вихідні 21—23 листопада 1997 року. До кінця свого показу Анастасія зібрала 58,4 мільйона доларів у касах Північної Америки та 81,4 мільйона доларів у міжнародному масштабі  .
Світовий валовий збір склав близько 139,8 млн доларів, що робить його найкасовішим фільмом Дона Блута на сьогоднішній день  . Це був перший фінансово успішний фільм Дона Блута після анімаційного фільму " Всі пси потрапляють до раю" .

## Нагороди
Анастасія отримала премію Асоціації кінокритиків за найкращий фільм, за найкращий сімейний фільм і була номінована на 7 інших, у тому числі на дві премії « Оскар » у категоріях «Найкраща музика до музичного чи комедійного фільму» (поступилася « Чоловічому стриптизу » ) та «Найкраща пісня» за трек «Подорож у минуле» (поступилася « My Heart Will Go On » з « Титаніка »). R&B співачка Алія виконала свою версію «Мандрівка в минуле» на 70-й церемонії вручення премії Оскар.
| Нагороди                             | Нагороди             | Нагороди                                                                             | Нагороди                                                                                       | Нагороди  |
| Нагорода                             | Дата церемонії       | Категорія                                                                            | Одержувачі та номінанти                                                                        | Результат |
| ------------------------------------ | -------------------- | ------------------------------------------------------------------------------------ | ---------------------------------------------------------------------------------------------- | --------- |
| Кіноакадемія (Оскар)                 | 23 березня 1998 р.   | Краща пісня                                                                          | «Подорож у минуле» Стівена Флаерті, слова Лінн Аренс                                           | Номінація |
| Кіноакадемія (Оскар)                 | 23 березня 1998 р.   | Найкраща музика до музичного чи комедійного фільму                                   | Лінн Аренс, Стівен Флаерті та Девід Ньюман                                                     | Номінація |
| Енні                                 | 13 листопада 1998 р. | Найкращий анімаційний фільм                                                          | Анастасія Двадцяте століття Фокс, Fox Animation Studios                                        | Номінація |
| Енні                                 | 13 листопада 1998 р. | Визначне індивідуальне досягнення для анімації ефектів                               | Пітер Метісон                                                                                  | Номінація |
| Енні                                 | 13 листопада 1998 р. | Визначне індивідуальне досягнення у режисурі анімаційних фільмів                     | Дон Блют та Гарі Голдман                                                                       | Номінація |
| Енні                                 | 13 листопада 1998 р. | Видатні індивідуальні досягнення у музиці у виробництві анімації                     | Лінн Аренс, Стівен Флаерті та Девід Ньюман                                                     | Номінація |
| Енні                                 | 13 листопада 1998 р. | Видатні індивідуальні досягнення у виробництві анімаційних фільмів                   | Дон Блют та Гарі Голдман                                                                       | Номінація |
| Енні                                 | 13 листопада 1998 р. | Визначне індивідуальне досягнення в озвученні акторки в анімаційній постановці       | Анжела Лансбері. За озвучення вдови імператриці Марії Федорівни.                               | Номінація |
| Енні                                 | 13 листопада 1998 р. | Визначне індивідуальне досягнення в озвученні акторки в анімаційній постановці       | Мег Раян За озвучення Анастасії.                                                               | Номінація |
| Енні                                 | 13 листопада 1998 р. | Визначне індивідуальне досягнення в озвученні актора-чоловіка у виробництві анімації | Генк Азарія Для озвучення Бартока.                                                             | Перемога  |
| Енні                                 | 13 листопада 1998 р. | Визначне індивідуальне досягнення для написання анімації                             | Адаптація анімації : Ерік Тучман Сценарій : С'юзен Готьє, Брюс Грем, Ноні Уайт та Боб Цудікер. | Номінація |
| Blockbuster Entertainment Awards     | 10 березня 1998 р.   | Улюблений анімаційний сімейний фільм                                                 |                                                                                                | Перемога  |
| Премія Асоціації мовних кінокритиків | 20 січня 1998 р.     | Найкращий сімейний фільм                                                             |                                                                                                | Перемога  |
| Золотий глобус                       | 18 січня 1998 р.     | Краща пісня                                                                          | «Подорож у минуле» Стівена Флаерті, слова Лінн Аренс                                           | Номінація |
| Золотий глобус                       | 18 січня 1998 р.     | Краща пісня                                                                          | «Одного разу в грудні» Стівена Флаерті, слова Лінн Аренс                                       | Номінація |